# 潘子臣
潘子臣（？—？），羋姓，潘氏，字子臣，春秋時期楚國的大夫。
前530年（鲁昭公十二年、楚灵王十一年），楚灵王在州来打猎阅兵，驻扎在潁尾，派蕩侯、潘子臣、司馬督、囂尹午、陵尹喜带兵包围徐国威胁吴国。前504年（鲁定公六年、楚昭王十二年）四月十五己丑日，吴王阖闾之子终累打败楚国的水军，俘获潘子臣、小惟子和大夫七人。楚国非常恐惧，害怕国家灭亡。